# Spring Street (stacja metra na Lexington Avenue Line)
Spring Street – stacja metra nowojorskiego, na linii 4 i 6. Znajduje się w dzielnicy Manhattan, w Nowym Jorku i zlokalizowana jest pomiędzy stacjami Bleecker Street i Canal Street. Została otwarta 27 października 1904.